# Хайнрих фон Даненберг
Хайнрих фон Даненберг (на немски: Heinrich von Dannenberg; † 1489) е благородник от старата фамилия Даненберг на Елба в Княжество Люнебург в Долна Саксония.

## Произход
Той е син на Гевехард фон Даненберг († сл. 1445). Първият известен от рода от 1237 г. е Ернестус де Даненберге.
Клонове на фамилията съществуват и днес.

## Фамилия
Хайнрих фон Даненберг се жени за Катарина фон Хойм. Те имат една дъщеря:
- Гизела фон Даненберг (* ок. 1471; † ок. 1504), омъжена пр. 1494 г. за Лудвиг фон дер Асебург (* ок. 1463; † 15 април 1517), най-малкият син на Корд V/Курт V фон дер Асебург цу Хадмерзлебен († 1478) и съпругата му Хайлевих фон Хойм? († сл. 1477).